# آذر بلبل
سوبوتای کسگین Subutay Kesgin با نام هنری آذر بلبل (به ترکی استانبولی: Azer Bülbül) زادهٔ ۱ فوریه ۱۹۶۷ – درگذشتهٔ ۶ ژانویهٔ ۲۰۱۲ هنرپیشه و خواننده اهل ترکیه بود. وی بین سال‌های ۱۹۸۴ تا ۲۰۱۲ میلادی فعالیت می‌کرد. بلبل در اثر حمله قلبی در هتلی در آنتالیا درگذشت.